# Schefflera euryphylla
Schefflera euryphylla är en araliaväxtart som beskrevs av Hermann August Theodor Harms. Schefflera euryphylla ingår i släktet Schefflera och familjen araliaväxter. IUCN kategoriserar arten globalt som sårbar.
Artens utbredningsområde är Peru. Inga underarter finns listade.